# Atelje
Atelje je umetnikov delovni prostor. V njem ustvarja in uresničuje svoje zamisli. Atelje uporabljajo kiparji, slikarji, fotografi, filmski umetniki itd.